# فنگ یو
فنگ یو (انگلیسی: Feng Yu؛ زادهٔ ۳۰ سپتامبر ۱۹۹۹) شناگر موزون اهل چین است.
وی در مسابقات کشوری و بین‌المللی در مجموع برندهٔ ۲ مدال طلا، ۱۰ مدال نقره شده‌است.